# Piromanie
Piromania este o tulburare de control al impulsurilor în care indivizii dau greș în mod repetat să reziste impulsurilor de a porni incendii în mod deliberat, pentru a elibera o anumită tensiune sau pentru a simți o satisface instantanee. Termenul piromanie provine din cuvântul grecesc πῦρ ( pyr, „foc”). Piromania este diferită de incendierea, declanșarea intenționată a incendiilor pentru câștig personal, monetar sau politic. Piromanii pornesc focuri pentru a elibera anxietatea și tensiunea sau pentru excitare. Alte tulburări de impuls includ cleptomania și tulburarea explozivă intermitentă.
Există simptome specifice care îi separă pe piromani de cei care declanșează incendii în scop criminal sau din motive emoționale care nu au legătură în mod specific cu focul. Cineva cu această tulburare dă foc în mod deliberat și intenționat de mai multe ori, iar înainte de actul de a aprinde focul, persoana experimentează de obicei tensiune și o acumulare emoțională. Când se află în preajma incendiilor, o persoană cu piromanie capătă un interes intens sau fascinație și poate experimenta, de asemenea, plăcere, mulțumire sau ușurare. Un alt factor pe termen lung asociat adesea cu piromania este acumularea de stres. Când studiem stilul de viață al unei persoane cu piromanie, o acumulare de stres și emoție este adesea evidentă și acest lucru se vede în atitudinile adolescenților față de prieteni și familie. Uneori este dificil să distingem diferența dintre piromanie și experimentare în copilărie, deoarece ambele implică plăcere de la foc.